# Танганьика и Занзибар на летних Олимпийских играх 1964
Танганьика и Занзибар принимал участие в Летних Олимпийских играх 1964 года в Токио (Япония) в первый раз за свою историю, но не завоевал ни одной медали.
На соревнованиях страну представляли четыре легкоатлета. Дэниэл Томас в беге на 400 м и Мохаммед Хассан Чаббанга Дьямвале на дистанции 800 м не смогли пройти предварительный раунд, заняв в своих забегах последние места. Паскаль Мфиоми, участвовавший в забеге на 10 километров, не финишировал. Омари Абдаллах в марафонском забеге занял 47 место среди 58 финишировавших спортсменов.
Среди этих спортсменов только Омари Абдаллах продолжил свою карьеру на следующих олимпийских играх — в 1972 году он участвовал в другой дисциплине, эстафете 4×400 м.